# Џул (певачица)
Џул Килчер (енгл. Jewel Kilcher, Пејсон, 23. мај, 1974) је америчка кантауторка, музичарка, продуцент, глумица и песникиња. Освојила је четири номинације за Греми награду, а до 2015. године продала је 30 милиона албума широм света.
Рођена је у Пејсону, а одрасла у Хомеру на Аљасци, где је певала заједно са оцем који је био локални музичар. Када је имала петнаест година добила је делимичну стипендију Уметничке академије у Мичигену, где је студирала на одсеку опере. Након што је дипломирала почела је да пише песме и да наступа по клубовима и кафетеријама у Сан Дијегу у Калифорнији. Џул је тада привукла пажњу локалних медија и понуђен јој је уговор са издавачком кућом , која је касније објавила њен дебитански албум под називом Pieces of You 1995-. године. Албум је постао један од најпродаванијих дебитанских албума свих времена, а дванаестоструки платинасти сертификат додељен му је од стране Америчког удружења дискографских кућа. Дебитански албумски сингл Who Will Save Your Soul био је на првом месту америчке листе Билборд хот 100, а наредне године два сингла, You Were Meant for Me и Foolish Games била су на другом месту Билбордове листе синглова 1997. године и проглашени су за најбоље Билбордове синглове на крају 1998. године.
Наредни албум под називом  објављен је 1998. године, а након тога и албум This Way из 2001. године. Четврти студијски албум под називом 0304 Џул је објавила 2003. године, а он садржи електронске аранжмане денс и поп музике, што је било одступање од њених дотадашњих фолк оријентисаних песама. Године 2008. објавила је први кантри албум под називом Perfectly Clear, а он је дебитовао на првом месту Билбордове листе најбољих кантри албума.  Perfectly Clear садржи синглове Stronger Woman, I Do и Til It Feels Like Cheating. Први албум као независна уметница, Џул је објавила 2009. године, а он носи назив Lullaby.   
Поред музике, Џул се бави писањем и глумом. Године 1998. издала је збирку поезије, а наредне године имала је улогу у филму У седлу са ђаволом, који је режирао Анг Ли.

## Биографија
Џул Килчер рођена је 23. маја 1974. године у Пејсону у Јути. Друго је дете у браку Атиле Куна Килчера и Ленедер Килчер. Када се родила, њени родитељи су живели у Јути, заједно са њеним старијим братом Шејном. Џулијин отац похађао је Биргнигемски универзитет. Џулина рођака је глумица К'оријанка Килчер.
 Њен отац је пореклом са Аљаске, припада веркој групи Мормона, а све до развода њени родитељи били су припадници Цркве Исуса Христа светаца последњих дана. Џулијин деда са очеве стране Џул Килчер био је делегат на уставној конценцији Аљаске и државни секретар, који се тамо настанио након што је емигрирао из Швајцарске.
Убрзо након рођења Џул, породица се преселила у Енкориџ, настанивши се на породичном имању које је обухватало 310 хектара, где је рођен њен млађи брат Ац. Џул такође има полубрата Никоса, са очеве стране, који је одрастао у Орегону. Када су одрасли, Џул се зближила са њим. Након развода родитеља 1981. године Џул је живела заједно са оцем у Хомеру на Аљасци. Кућа у којој је одрасла није имала спроведен водовод. Породица Килчкер представљена је у емисији Alaska: The Last Frontier на телевизијском каналу Дискавери, где се говори о њиховој непрестаној борби и животу у дивљини. Џул је истакла да је живела далеко од града, без воде, грејала се на пећ на угаљ, а живели су од оног што су уловили или нашли у шуми.
Према Џул, прва песма коју је научила да пева била је Saint Louis Blues. У младости је зарађивала тако што је са оцем певала у кафанама и хотелима, а у то време отац ју је научио да јодлује. Након тога, Џул је певала у баровима. Када је имала петнаест година радила је у плесном студију у Енкориџу, као инструкторка плеса послата је на академију у Мичигенду од које је добила делимичну стипендију. Локалне компаније из њеног родног града донирале су ствари на аукцији како би помогле додељивање средстава и сакупиле 11.000 долара, те их уплатили за њену школарину. Након тога Џул се преселила у Мичиген како би похађала универзитет где је учила о класичној музици и научила да свира гитару. Са шеснаест година научила је да компонује, а у то време често је наступала уживо у кафићима. Након што је дипломирала преселила се у Сан Дијего где је радила у кафатерији као оператер.
Џул је била у емотивној вези са глумцем Шоном Пеном 1995. године, а упознали су се након што ју је глумац приметио током наступа у емисији Касно овече са Конаном О’Брајаном. Контактирао ју је како би саставила песму за филм Чувар прелаза, а након тога пратио ју је на музичкој турнеји. Џул се удала за Таја Мареја, 7. августа 2008. годне на Бахамима, након десет година емотивне везе. Добили су сина Кејса Мареја 11. јула 2014. године. Дана 2. јула 2014. Џул је на њеном веб-сајту објавила како се она и Тај разводе.
Џул је ћерка Аца Килчера, који је учестовао у емисији Alaska: The Last Frontier, а тројица њених браће и даље живе на Аљасци. Џул је прекинула односе са мајком, која јој је била менаџерка, након што ју је оптужила да јој је украла милионе долара. Истакла је да је у младости на Аљасци била прилично изолована, а да је време проводила тако што је читала.

## Каријера

### 1993—1997: Почетак каријере и први албум
у једном периоду живота Џул је живела у свом аутомобилу док је путовала по земљи, радећи уличне свирке и представе углавном по јужном делу Калифорније. Репутацију у музици стекла је певањем у баровима у Сан Дијегу. Бенд њеног пријатеља, Стива Полца, The Rugburns сарађивао је са Џул на неколико песама. Након тога Џул је сарађивала са Полцом на неколико песама, укључујући You Were Meant for Me, да би после тога Џул позвала бенд The Rugburns  да заједно иду на турнеју 1999. године, као и Полца који је свирао гитару.
Таленат од Џул открила је Инга Ваинштејн у августу 1993. године, када ју је Џон Хоган, главни певач локалног бенда Rust из Сан Дијего позвао и причао о Џул, девојци која пева по локалним кафанама. Инга је помогла Џул да сними песме и постала њен менаџер, што је довело до потписивања уговора Џул са издавачком кућом.. Инга је наставила да буде менаџерка Џул све док није објавила прву студијски албум. Џул је дебитански албум под називом  објавила 28. фебруара 1995. године у фолк и фолк рок жанру, а на њему се налази деветнаест песама. Песме за албум снимане су у студију певача Неила Јанга, који је учествовао као позадински вокалиста на Џулиним песама. Део албума снимљен је у кафеу у Сан Дијегу, где је Џул певала. Албум је био на листи Билборд 200 две године, а на врхунцу био је на четвртом месту. На албуму су се нашли синглови Who Will Save Your Soul и Foolish Games, који су се нашли међу десет најбољих песама на листама синглова у Сједињеним Америчким Државама. Албум је продат у 12 милиона примерака у Сједињеним Државама.
Крајем деведесетих година Мајк Конел направио је списак мејлова познатих личности, преко чега су познати, укључујући и Џул одговарали на питања својих обожаватеља. Дана 18. и 19. јула 1996. године одржала је дводневни концерт под називом JewelStock у позоришту Берзвил.

### 1998—2002: Други студијски албум и сарадње са другим музичарима
Џул је изабрана да пева америчку химну на отварању Супербоула, у јануару 1998. године у Сан Дијегу. Представљена је као „драгуљ” Сан Дијега, али и критикована што је химну певала на плеј-бек. Продуценти на Супербоулу су признали да су организовали манифестацију тако да су сви извођачи морали да певају на плеј-бек. Након тога, Џул је отпевала песму The Star-Spangled Banner 2003. године на финалу НБА у Њу Џерзију. Дана 9. маја 1998. године Џул је објавила књигу поезије A Night Without Armor. Након што је књига продата у више од милион примерака, Њујорк Тајмс прогласио ју је за бестселер, а добила је мешовите критике од стране књижевних критичара.
Други студијски албум Џул, под називом  објављен је 17. новембра 1998. године. Албум је дебитовао на трећем месту музичког графикона Билборд 200 са 368.000 продатих примерака током прве недеље од објављивања. На крају је продат у 3,7 милиона примерака у Сједињеним Америчким Државама. Водећи албумски сингл Hands био је на шестом месту листе Билборд хот 100. Остали синглови, укључују нову верзију песме Jupiter (Swallow the Moon), као и песме What's Simple Is True и Life Uncommon. Недуго након објављивања албума, Џул се појавила на филму У седлу са ђаволом у улози Су Ли, заједно са Тобијем Магвајером. Филм је добио мешовито позитивне критике, а филмски критичар Роџер Еберт похвалио наступ Џул и истакао да она заслужује похвале због једноставног лика који је врло уверљив.
У новембру 1999. године Џул је објавила албум Joy: A Holiday Collection, а он је продат у преко милион примерака и био је на тридесет и другом месту листе Билборд 200. Албумски сингл била је обрада песме Joy to the World. Албум је добио углавном позитивне критике. Године 2000. Џул је објавила аутобиографску књигу под називом Chasing Down the Dawn, која је састављена од записа из њених дневника и њених размишљања о животу на Аљасци, борби за живот. У новембру 2001. године објављен је четврти студијски албум Џул под називом . Албум се нашао на деветом месту листе Билборд 200, а продат је више од 1,5 милиона примерака у Сједињеним Америчким Државама. Песма Standing Still која се нашла на албуму постала је хит и нашла се међу тридесет најбољих на музичким листама у Сједињеним Државама. Остале песме које су се нашле на албуму су Break Me, This Way и Serve the Ego, а последња је била клупски хит. Албум је добио углавном позитивне критике.

### 2003—2006: Нови албуми и комерцијални успех
У јуну 2003. године Џул је објавила пети студијски албум под називом . Главни албумски сингл под називом Intuition био је на петом месту Билбордове листе Adult Pop Songs и на двадесетом месту листе Билборд хот 100. Два месеца након објављивања албума, он је продат у више од 354.000 примерака у Сједињеним Државама. Албум је добио неколико музичких критика, часопис Пипл је албум назвао музичким преображајем. Џул је истакла да је била инспирисана да направи песме у јеку рата у Ираку, те истакла да је музика увек ту када желите да побегнете у мислима од неких лоших ствари.  Алексис Петридис из Гадрдијана оценио је албума са две од пет звездица и истакао да му се не свиђа нови стил од Џул.
Дана 2. маја 2006. године Џул је објавила шести студијски албум под називом . Албум је добио мешане критике, али је дебитовао на осмом месту Билбордове листе албума и продат је у 82.000 примерака током прве недеље од објављивања. Водећи албумски сингл под називом Again and Again доживео је велики комерцијални успех, био је међу четрдесет најбољих радијских песама, на шеснаестом месту. Други сингл под називом Good Day објављен је на радију крајем јуна и био је на тридесетом месту листе Adult Pop Songs. У напомени омота албума Џул је својим обожаватељима написала „Песма Goodbye Alice in Wonderland је прича мог живита и најбиографскији албум који сам до албума Pieces of You. Песме које пажљиво слушате говоре о сирени која ме је заводила и о мом животном путу”. Музички критичар похвалио је албум Goodbye Alice in Wonderland и навео да је овај албум доказ Џулиног талента. Часопис Ролинг Стоун назвао је албум подмуклим и оценио га са две од могућих пет звездица. Како би промовисала сингл, Џул је објавила видео спот за Stephenville, TX, који је уједно био наредни сингл албума. Након што се фотографисала на свом тексашком рачну, Џул је спонтано одлучила да са фотографом Маркусом Куртом сними музички спот за песму Goodbye Alice in Wonderland. Према саопштењу Atlantic Records-а овај спот говори о њеној моћној аутобиографској причи.

### 2007—2008: Промена издавачке куће и нови албум
Џул је објавила видео спот за песму Quest for Love која била водећа песма филма Артур и Минимоји из 2006. године, а песма је доступна једино на саундтреку албума, који је објављен у јануару 2007. године. Почетком фебруара 2007. године, Џул је снимила песму No Good in Goodbye заједно са Џејсоном Мајклом Каролом, а она се нашла на Кароловом дебитанском албуму Waitin' in the Country. Џул се такође појавила у јавном превозу у Бостону, свирајући песме у колима у покрету, а концерт је трајао један сат. У интервјуу 2007. године за Бостон глоуб, Џул је изјавила да више нема уговор са дискографском кућом, потврдивши гласине да Atlantic Records није обновио уговор са њом након слабе продаје последњег албума. Такође је наговестила да би волела да ради следећи албум у кантри жанру Радила је са Џоном Ричом и Биг и Ричом који су истакли да је Џул вероватно једна од најбољих америчких кантауторки које тренутно снимају. Такође су истакли да је свака компанија у Нешвилу преговарала како би склопила уговор са њом.
У новембру 2007. године, Џул је потписала уговор са издавачком кућом , која је настала одвајањем од издавачке куће Big Machine Records. Први кантри албум Џул, под називом  објављен је 3. јуна 2008. године и продат је у 48.000 примерака током прве недеље од објављивања. Дебитовао је на првом месту америчке Билборд листе Country Album и на осмом месту листе Билборд 200. Током друге недеље од објављивања, албум је био на двадесет и петом месту листе Билборд 200 и на петом месту листе Country Albums, а током друге недеље продат је 75.000 примерака. Албум је добио мешовите критике од стране музичких критичара. Џул се појавила у филмској комедији Walk Hard: The Dewey Cox Story, који је објављен у децембру 2007. године. Отприлике месец дана касније, Stronger Woman, водећи сингл са албума Perfectly Clear објављен је на кантри радио станицама 17. јануара 2008. године и нашао се међу двадесет најбољих песама на листи Billboard Hot Country Songs. Дана 26. априла 2008. године, сингл је био на тринаестом месту листе. Наредни албумски сингл, I Do објављен је 23. јуна 2008. године, а за њега је снимљен и спот у којем се нашао и Џулин бивши муж. Ова песма била је на двадесет и осмом месту, а иза ње налазила се песма Til It Feels Like Cheating. Албум Perfectly Clear објављен је крајем маја 2009. године, а након тога објављен је од компаније Humphead Records широм Европе у јуну 2009. године.

### 2009—2013: Албуми остала издања
Почетком 2009. године најављено је да ће Џул објавити нови студијски албум под називом Lullaby. Водећи албумски сингл Somewhere Over the Rainbow објављен је на Ајтјунсу 17. марта 2009. године, а албум је објављен 5. маја 2009. године. Somewhere Over the Rainbow био је током прве недеље од објављивања на првом месту листе дечијих албума. Албум је продат у 37.000 примерака у Сједињеним Државама до јуна 2010. године. Џул је такође снимила песму Make It Last са ритам и блуз певачицом Тиресом, а заједно су издале стрип Mayhem!. У јануару 2010. године Џул је објавила песму Stay Here Forever која се нашла на саундтреку за филм Дан заљубљених. Песма је такође послужила као водећи сингл са деветог студијског албума Џул, под називом , који је објављен 8. јуна 2010. године. Сингл је дебитовао на четрдесет и осмом месту листе Hot Country Songs, а на тридесет и четвртом месту исте листе био је у мају 2010. године. Песма Satisfied објављена је 17. маја 2010. године, као други албумски сингл и била је на педесет и седмом месту листе најбољих синглова у Сједињеним Државама. Дана 10. октобра 2010. године, Џул је објавила трећи сингл са албума Sweet and Wild под називом Ten. Песма је дебитовала на педесет и петом месту листе Hot Country Songs, 15. октобра 2010. годинем а била је на педесет и првом месту исте листе две недеље касније.
Џул је други дечји албум под називом  објавила 27. септембра 2011. године, а на албуму се налази шеснаест песама. Као и албум Lullaby из 2009. године, албум The Merry Goes 'Round објављен је под окриљем бренда Fisher-Price. У јуну 2012. године Џул је добила главну улогу као Џул Картер Кеш у филму Ватрени прстен. Брајант Ловри из магазина Варијети похвалио је уживо певање Џул, као и певање у филму. Дана 16. октобра 2012. године Џул је преко Твитера најавила објављивање албума Greatest Hits. Албум је објављен 5. фебруара 2013. године и садржи дуете Џул са Кели Кларксон и Пистол Анис. Џул и Кларксонова снимиле су песму Foolish Games, док је Џул са Анис снимила нумеру You Were Meant for Me. Дана 6. августа 2013. године Џул је објавила други божићни албум под називом , који је објављен 12. новембра 2013. године. У интервјуу за Wall Street Journal Џул је истакла да је желела да овај албум звучи као њен први студијски албум, те да Let It Snow: A Holiday Collection представља њеног наставак.

### 2014—данас
У фебруару 2014. године Џул је почела рад на наредном албуму и потврдила да га неће издати велика дискографска кућа, већ да ће изаћи независно. У априлу 2015. Џулова је гостовала бенду Blues Traveler на песми Hearts Still Awake. Дана 28. јуна 2014. године Џул је Фејсбуку открила да ће надолазећи албум бити објављен друге недеље септембра и да ће садржати фолк звук, снимљен уживо са бендом 21. јула 2014. године. Џул је такође потврдила да ће се албум звати Picking Up the Pieces.  објављен је 11. септембра 2015. године. Четири дана касније, 15. септембра објављена је њена трећа књига под називом Never Broken: Songs Are Only Half the Story.
Године 2016. Џул се појавила у ТВ серији Comedy Central Roast, а након тога извела пародију на песму You Were Meant for Me. Џул је 2016. године основала компанију по њеном имену, платформу за њен рад у музиици, на телевизији и филму. Године 2017. вратила се глуми и појавила у два ТВ филма Framed for Murder: A Fixer Upper Mystery и Concrete Evidence: A Fixer Upper Mystery, а у оба је имала улогу Шенон Хагс. Крајем 2019. године објавила је песму No More Tears, коју је Ротими Рејнвотер написао за документарни филм Lost in America о америчким бескућницима. Џул је у једном интервјуу изјавила да је поред посла извршног продуцента била инспирисана да за њега изведе нумеру, јер су је дирнуле приче бескућника, а повезивала их је са својим искуствима, јер је и она била бескућница када је имала осамнаест година.

## Умешност и филантропија
Џулин глас је сопрано. Калин Гибсон из часописа Вашингтон пост сматра да Џул има вокалну свестраност и наводи да она може да производи много дубоке и снажне, али и девојачке и нежне гласове. Гибсон је такође истакла да се Џул попела на врх лествице поп музике са својим слатким и једноставним кантри мелодијама. Њен пети студијски албум под називом 0304 представља одступање од њених претходних фолк рок албума и укључује општи поп звук. Стивен Томас Ервелин је на сајту AllMusic написао да албум 0304 има занимљиву комбинацију урбане и фолк музике, као и да је нешто мање оригиналан од просечног денс поп албума. Ипак, Ервелин тврди да овај албум боље звучи од њених претходних, на којима је била превише озбиљна.
Џул је основана непрофину организацију под називом  Higher Ground for Humanity заједно са њеном мајком и старијим братом Шејном Кличером. Фокус организације је образовање, одржива унапређења и изградња савеза са организацијама истомишљеника. Џул донира део свог прихода организацији и често одржава догађаје у корист организације. У септембру 2006. године као део кампање Stop Breast Cancer for Life Џул је скупила 12 милиона потписа и послала их Конгресу како би донели двостраначки Закон и заштиту пацијената са карционом дојке. Године 2006. била је почасна особа акције помоћи бескућницима у Вашингтону. У новембру 2008. године Џул је започела рад на пројекту са неколико десетина кантаутора, на пољу писања текстова,  како би се помогло социјално угроженим људима у Сједињеним Државама, преко њеног пројекта под називом Project Clean Water" charity. Велики број музичара донирао је своје текстове, аукција откупљивања трајала је од 1. до 18. децембра 2008. године. Неки од донираних текстова постале су познате песме као што су  So Small, Foolish Games, I'm Yours, I Kissed a Girl, St. Elmo's Fire (Man in Motion), Live Like You Were Dying, I Don't Need a Man, Superman (It's Not Easy) и Redneck Woman.

## Дискографија

### Студијски албуми
- Pieces of You (1995)
- Spirit (1998)
- Joy: A Holiday Collection (1999)
- This Way (2001)
- 0304 (2003)
- Goodbye Alice in Wonderland (2006)
- Perfectly Clear (2008)
- Lullaby (2009)
- Sweet and Wild (2010)
- The Merry Goes 'Round (2011)
- Let It Snow: A Holiday Collection (2013)
- Picking Up the Pieces (2015)

### Видео
- Jewel: A Life Uncommon (1999) – документарни филм о Џул који садржи снимке наступа уживо и интервјуе
- Live at Humphrey's By The Bay (2004) – Снимљено током две распродата концета  2002. године у Сан Диегу. Бонус укључује интервјуе, снимке уживо са њене турнеје и фотогалерију. Доступно је само на ДВД формату.
- Jewel: The Essential Live Songbook (2008) – ДВД и блуреј кућни видео укључује два концерта из 2007. године, као и извођење неких песама уз оркестар. Бонус материјал укључује интерју и музички видео, као и снимке концерата.

## Књижевни рад
- A Night Without Armor (1998)[152]
- Chasing Down the Dawn (2000)[153]
- Never Broken: Songs Are Only Half the Story (2015)[154]

## Награде и номинације
| Година | Додељивач                         | Рад                     | Награда                                                | Резлтат    |
| ------ | --------------------------------- | ----------------------- | ------------------------------------------------------ | ---------- |
| 1994   | Сан Дијего музичке награде        | Herself                 | Најбољи гитариста                                      | Освојено   |
| 1995   | Сан Дијего музичке награде        | Herself                 | Најбољи гитариста                                      | Освојено   |
| 1995   | Сан Дијего музичке награде        | Herself                 | Уметник године                                         | Освојено   |
| 1995   | Сан Дијего музичке награде        | Pieces of You           | Албум године                                           | Освојено   |
| 1996   | Сан Дијего музичке награде        | Џул                     | Уметник године                                         | Освојено   |
| 1996   | МТВ Видео музичке награде         | Who Will Save Your Soul | Најбољи видео спот - жене                              | Номинација |
| 1996   | МТВ Видео музичке награде         | Who Will Save Your Soul | Најбољи нови уметник                                   | Номинација |
| 1997   | Награда Греми                     | Who Will Save Your Soul | Награда Греми за најбољи женски поп вокални наступ     | Номинација |
| 1997   | Награда Греми                     | Џул                     | Награда Греми за најбољег новог уметника               | Номинација |
| 1997   | Америчке музичке награде          | Џул                     | Омиљени нови уметник                                   | Освојено   |
| 1997   | Америчке музичке награде          | Џул                     | Омиљени поп/рок уметник                                | Номинација |
| 1997   | Гафа награда                      | Џул                     | Најбољи перформанс страног извођача                    | Номинација |
| 1997   | Полстар награде                   | Џул                     | Најбоља турнеја новог уметника                         | Номинација |
| 1997   | Билборд музичке награде           | Џул                     | Најбољи уметник                                        | Номинација |
| 1997   | Билборд музичке награде           | Џул                     | Топ 100 најбољих уметника                              | Номинација |
| 1997   | Билборд музичке награде           | Џул                     | Топ 100 најбољих уметника - жене                       | Номинација |
| 1997   | Билборд музичке награде           | Џул                     | Најбољи поп уметници                                   | Номинација |
| 1997   | Билборд музичке награде           | Џул                     | Најбољи поп уметници - жене                            | Номинација |
| 1997   | Билборд музичке награде           | Џул                     | Топ Билборд 200 албума уметника                        | Номинација |
| 1997   | Билборд музичке награде           | Џул                     | Топ Билборд 200 албума уметника - жене                 | Номинација |
| 1997   | Билборд музичке награде           | Џул                     | Најбољи савремени уметник за одрасле                   | Номинација |
| 1997   | Билборд музичке награде           | Џул                     | Најбољих 40 уметника за одрасла                        | Освојено   |
| 1997   | Билборд музичке награде           | Pieces of You           | Топ Билборд 200 албума                                 | Номинација |
| 1997   | Билборд музичке награде           | Foolish Games           | Топ саундтрек синглова                                 | Номинација |
| 1997   | Билборд музичке награде           | You Were Meant for Me   | Топ хот 100 песама                                     | Номинација |
| 1997   | Билборд музичке награде           | You Were Meant for Me   | Топ хот 100 песама                                     | Номинација |
| 1997   | Билборд музичке награде           | You Were Meant for Me   | Топ савремених синглова за одрасле                     | Номинација |
| 1997   | Билборд музичке награде           | You Were Meant for Me   | Топ 40 савремених синглова за одрасле                  | Номинација |
| 1997   | МТВ Видео музичке награде         | You Were Meant for Me   | Видео године                                           | Номинација |
| 1997   | МТВ Видео музичке награде         | You Were Meant for Me   | Награда у избору часописа Viewer                             | Номинација |
| 1997   | МТВ Видео музичке награде         | You Were Meant for Me   | Најбољи спот - жене                                    | Освојено   |
| 1997   | Билборд музичке видео награде     | You Were Meant for Me   | FAN.tastic награда                                     | Номинација |
| 1997   | Билборд музичке видео награде     | Foolish Games           | Најбољи видео спот новог уметника                      | Освојено   |
| 1997   | VH1 Вог модерна награда           | Foolish Games           | Најмодернији видео                                     | Номинација |
| 1997   | Интернет филма и ТВ организација  | Foolish Games           | Најбоља адаптирана песма                               | Номинација |
| 1998   | Награда Греми                     | Foolish Games           | Награда Греми за најбољи женски поп вокални наступ     | Номинација |
| 1998   | НАРМ награда                      | Pieces of You           | Најпродаванији алтернативни албум                      | Освојено   |
| 1998   | Америчке музичке награде          | Pieces of You           | Омиљени ЛП албум                                       | Номинација |
| 1998   | Америчке музичке награде          | Џул                     | Омиљени женски поп/рок уметник                         | Номинација |
| 1998   | АПРА музичке награде              | You Were Meant for Me   | Најбољи наступ страног извођача                        | Номинација |
| 1998   | Блокбастер награде                | Pieces of You           | омиљени компакт диск                                   | Освојено   |
| 1999   | Блокбастер награде                | Џул                     | Омиљена уметница                                       | Освојено   |
| 1999   | Гувернор награда                  | Џул                     | Награда за текстописца                                 | Освојено   |
| 1999   | Аудио награда                     | A Night Without Armor   | Најбољи албум                                          | Освојено   |
| 1999   | АСКАП поп музичке награде         | Foolish Games           | Најбоље изведена песма                                 | Освојено   |
| 1999   | АСКАП поп музичке награде         | You Were Meant for Me   | Најбоље изведена песма                                 | Освојено   |
| 1999   | БМИ ПОП награде                   | You Were Meant for Me   | Награђени-победничка песма                             | Освојено   |
| 2000   | Музичке награде Калифорнија       | Џул                     | Изузетна женска вокалистка                             | Номинација |
| 2002   | МВПА награде                      | Standing Still          | Најбољи савремени видео за одрасле                     | Освојено   |
| 2003   | Радио музичка награде             | Џул                     | Омиљена уметница модерног рока                         | Освојено   |
| 2003   | Награде Регис и Кели              | Џул                     | Омиљено музичко гостовање на песми                     | Освојено   |
| 2004   | АСКАП поп награде                 | Intuition               | Најбоље изведена песма                                 | Освојено   |
| 2011   | Америчка награде за кантри музику | Џул                     | Најбоља уметница године                                | Номинација |
| 2011   | Греми награде                     | Satisfied               | Награда Греми за најбољу женску вокалну кантри изведбу | Номинација |
| 2014   | Призма награде                    | Ring of Fire            | Перформанс на телевизији или у минисерији              | Номинација |